# Gietrzwałd
Gietrzwałd (dawniej niem. Dietrichswalde) – wieś w Polsce położona na Warmii w województwie warmińsko-mazurskim, w powiecie olsztyńskim, siedziba gminy Gietrzwałd, przy drodze krajowej nr 16 Olsztyn – Ostróda, 20 km na południowy zachód od Olsztyna.

## Historia
Wieś lokowana 19 maja 1352 roku na 70 łanach, na prawie chełmińskim, na pruskim terytorium Gudikus, przez kapitułę warmińską. Zasadźcą był sołtys Dittrich lub Ditter (wg innych źródeł Andree, otrzymał także urząd sołtysa ). 8 łanów było wolnych (dla sołtysa) i 5 na uposażenie kościoła. Sołtys otrzymał także przywilej założenia karczmy z prawem sprzedaży piwa, chleba i mięsa. Połowa czynszu z karczmy miała trafiać do kapituły warmińskiej. Od nazwiska zasadźcy utworzona została niemiecka nazwa wsi Dietrichswalde, spolszczona następnie na Dzietrzwałd, Jetrzwałd i w końcu – na Gietrzwałd. Polska nazwa pojawiła się w dokumentach w XVII wieku.
Z dokumentu wizytacyjnego wiadomo, że we wsi w poł. XVII w. mieszkało 17 gospodarzy – gburów, działał młyn oraz dwie karczmy.
W 1789 we wsi było 59 domów, a mieszkańcy w zdecydowanej większości mówili po polsku.
Według Słownika Geograficznego Królestwa Polskiego, w 1876 Gietrzwałd liczył około tysiąca mieszkańców, którzy prócz jednej rodziny byli Polakami i katolikami. Trudnili się głównie uprawą roli i hodowlą bydła. We wsi działała szkoła katolicka.
W Gietrzwałdzie powstał pomysł utworzenia „Gazety Olsztyńskiej”. Tam mieszkał i pracował Andrzej Samulowski (1840–1928), założyciel pierwszej księgarni na Warmii (1878). Budynek księgarni wraz z tablicą pamiątkową istnieje do dzisiaj. Drugą księgarnię w roku 1881 założył A. Sikorski, działacz Towarzystwa Czytelni Ludowych. Pierwsza polska szkoła zaczęła działalność w okresie plebiscytu (w latach 1929–1933), przedszkole od 1927. Powołano również bibliotekę Towarzystwa Czytelni Ludowych.
W latach 1954–1972 wieś należała i była siedzibą władz gromady Gietrzwałd. W latach 1975–1998 w województwie olsztyńskim.

## Życie religijne
Mieszkańcy wsi są w większości rzymskimi katolikami. W miejscowości jest sanktuarium maryjne, którym opiekują się od 1945 kanonicy regularni laterańscy.
W 1877 roku od 27 czerwca do 16 września na przykościelnym klonie dwóm dziewczynkom: Barbarze Samulowskiej i Justynie Szafryńskiej objawiła się Matka Boża. Maryja miała przemawiać do nich po polsku. Zdarzenie wzmocniło ruch polski na Warmii. Od czasu objawienia do sanktuarium maryjnego w Gietrzwałdzie co roku przybywają rzesze pielgrzymów (nawet około miliona rocznie). Wikariuszem gietrzwałdzkiego kościoła był przez kilka lat ks. Wacław Osiński, prezes Związku Polaków w Niemczech na okręg Prus Wschodnich.

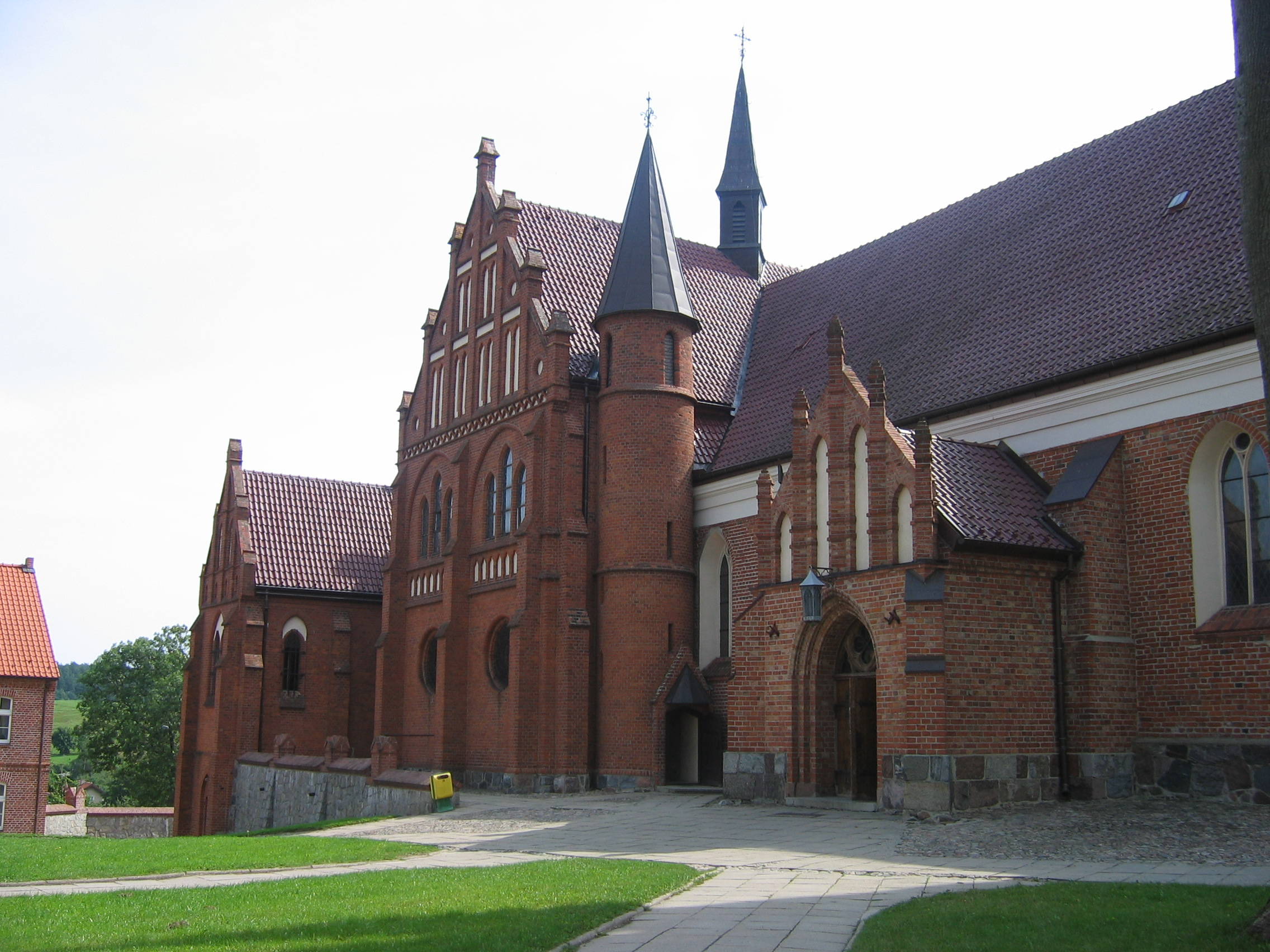
Sanktuarium Maryjne

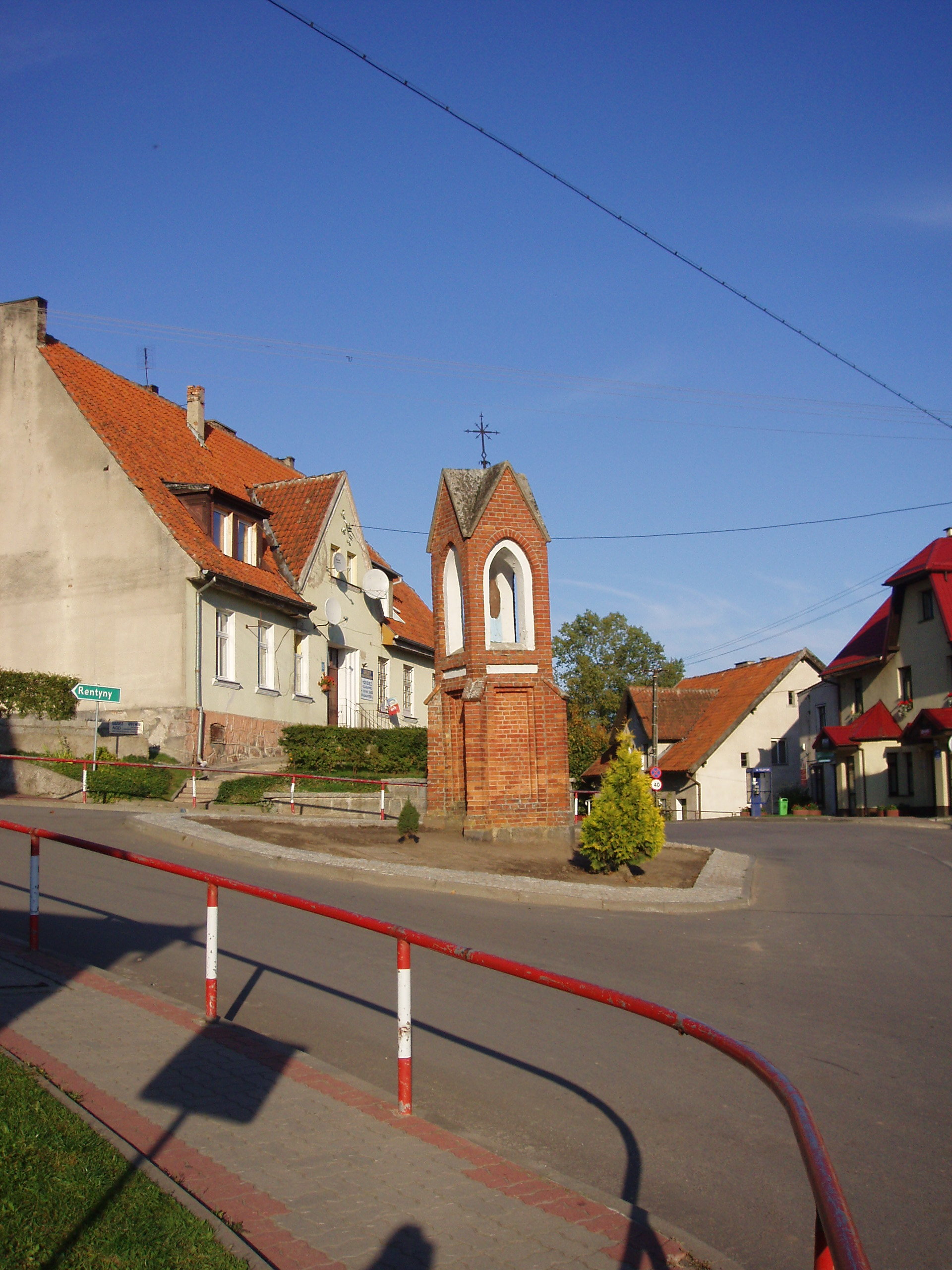
Kapliczka w środku wsi

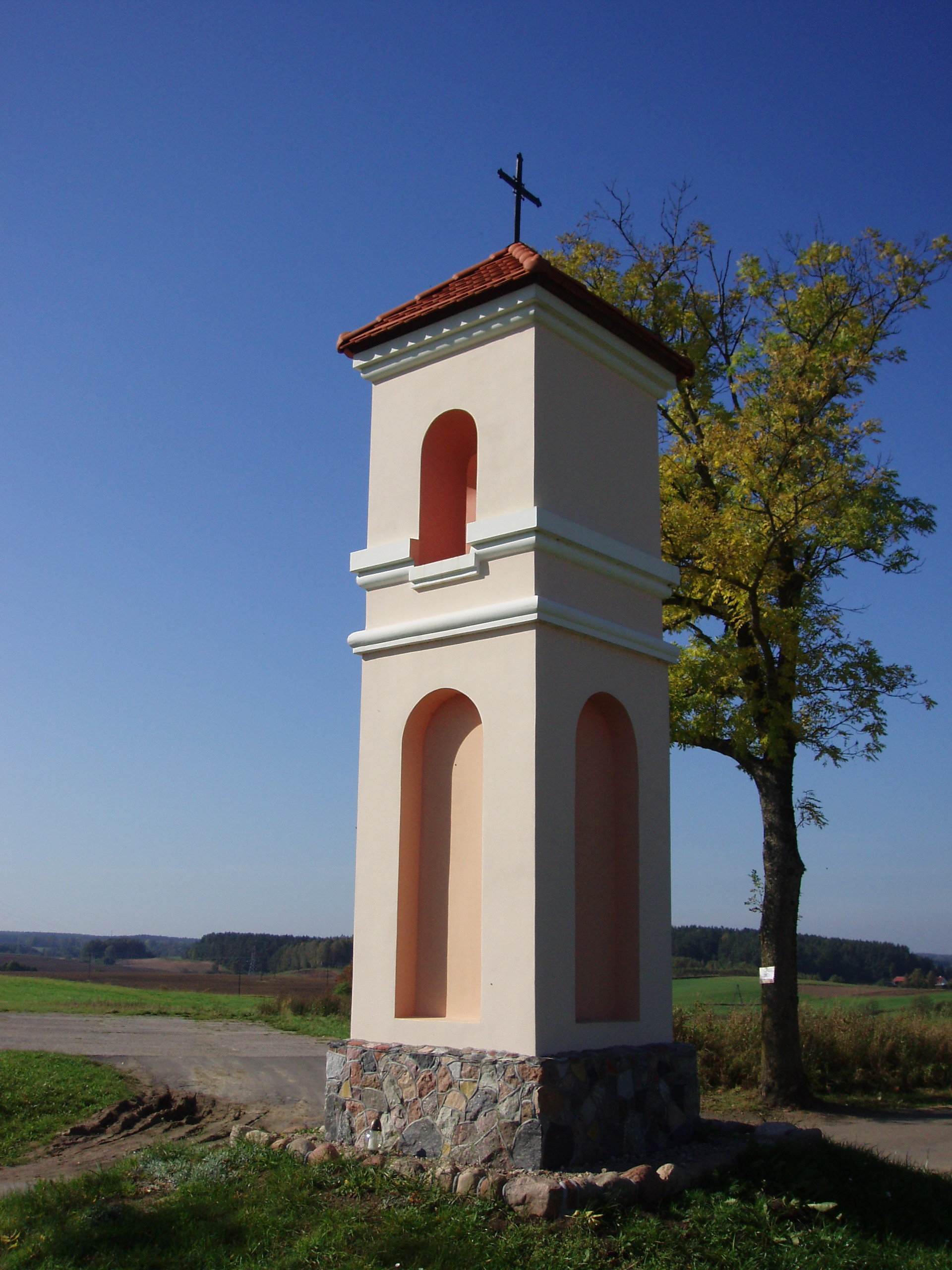
Kapliczka polna

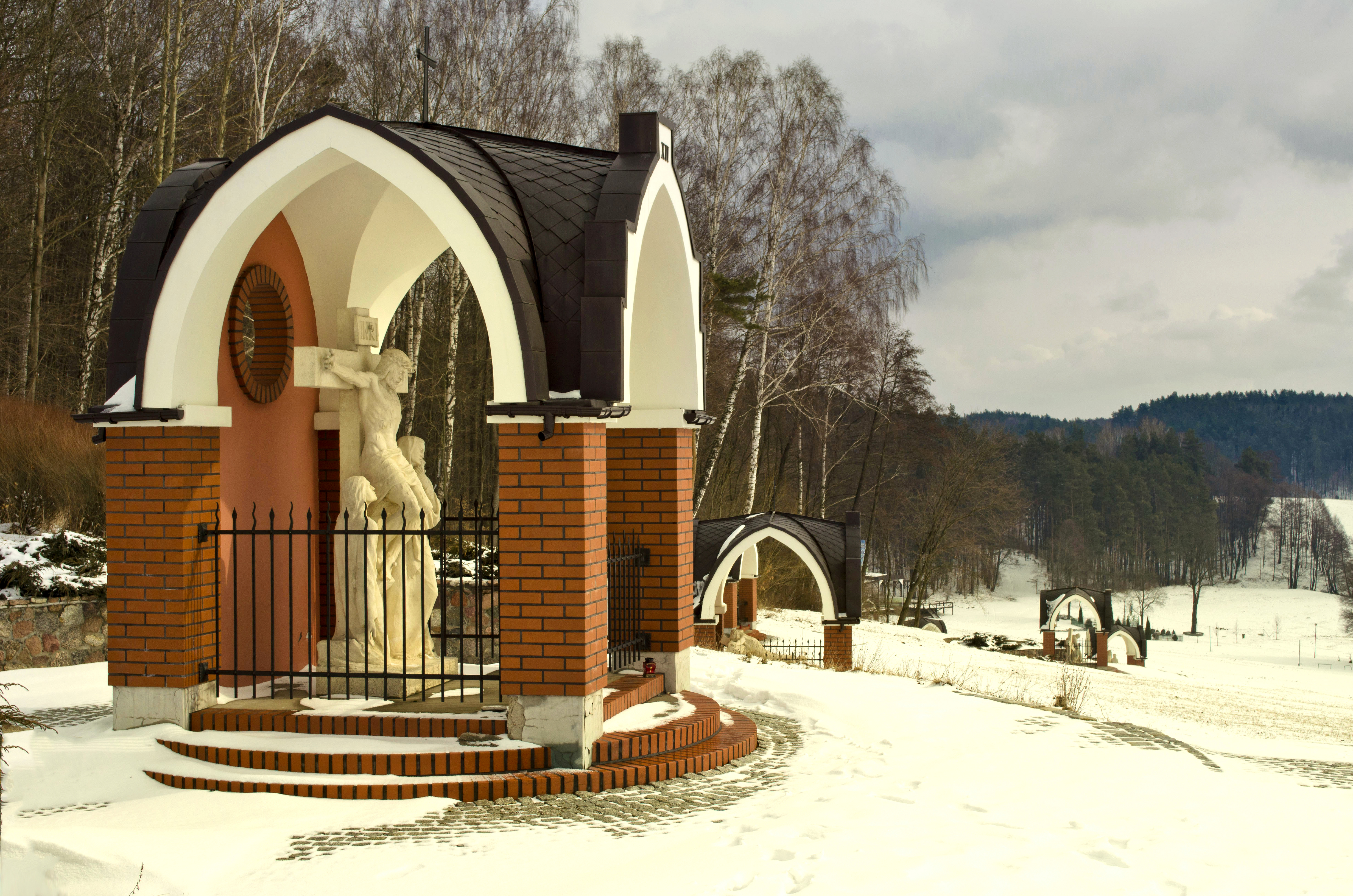
Droga krzyżowa

## Zabytki
- Bazylika Narodzenia Najświętszej Maryi Panny w Gietrzwałdzie. Pierwszy kościół został zbudowany wkrótce po lokacji wsi, przed rokiem 1500 rozbudowany lub zbudowany na nowo, z cegły i kamienia. Z tego okresu częściowo zachowała się prosta budowa salowa w stylu gotyckim. 31 marca 1500 kościół konsekrowano, nadając mu wezwanie Narodzenia Najświętszej Marii Panny. Był wielokrotnie przebudowany. W 1970 papież Paweł VI nadał kościołowi w Gietrzwałdzie tytuł bazyliki mniejszej. Ogrodzony kamiennym murem stoi na wzniesieniu w centrum wsi. W części północno-wschodniej jest aleja prowadząca do źródełka, w zachodniej dom pielgrzyma oraz plebania wraz z kaplicą św. Józefa.

- Kaplica wotywna św. Józefa zbudowana w 1877, wkrótce po objawieniach Bogurodzicy, w czasie rzekomych objawień św. Józefa, za sprawą proboszcza Weichsela. Została wzniesiona z czerwonej cegły, a w jej wnętrzu ustawiono jedną z dwóch figurek św. Józefa. W późniejszych latach prostopadle do ściany wschodniej i zachodniej kaplicy dobudowano drewniane krużganki. Rzut kaplicy w kształcie prostokąta, zamknięty poligonalnie od strony północno-zachodniej. Bryła zwarta, w formie wieloboku foremnego, pokryta dachem pięciopołaciowym, jednokondygnacyjna, prawdopodobnie podpiwniczona. Wnętrze wyposażone w ołtarz neogotycki. Obecnie pełni rolę kaplicy pogrzebowej[9].

- Kapliczki w większości z XIX w., wzniesione z cegły na planie kwadratu, dwukondygnacyjne[10].
- Plebania, 1915[11].
- Organistówka, 1884[12].
- Domy[13][14].